# Zoran Arsić
Zoran Arsić (szerbül: Зоран Арсић)  (1962. szeptember 30. –) szerb nemzetközi labdarúgó-játékvezető.

## Pályafutása

### Nemzeti játékvezetés
Ellenőreinek, sportvezetőinek javaslatára 1995-ben lett az I. Liga játékvezetője.

### Nemzetközi játékvezetés
A Szerb labdarúgó-szövetség Játékvezető Bizottsága (JB) terjesztette fel nemzetközi játékvezetőnek, a Nemzetközi Labdarúgó-szövetség (FIFA) 1997-től tartotta nyilván bírói keretében. Több nemzetek közötti válogatott és klubmérkőzést vezetett. FIFA JB besorolás szerint 3. kategóriás bíró. A szerb nemzetközi játékvezetők rangsorában, a világbajnokság-Európa-bajnokság sorrendjében többedmagával a 11. helyet foglalja el 2 találkozó szolgálatával. Az aktív nemzetközi játékvezetéstől 2001. december 31-én búcsúzott. Válogatott mérkőzéseinek száma: 4.

#### Világbajnokság
A világbajnoki döntőhöz vezető úton Dél-Koreába és Japánba a XVII., a 2002-es labdarúgó-világbajnokságra a FIFA JB bíróként alkalmazta.

##### Selejtező mérkőzés
| Időpont             | Helyszín                  | Mérkőzés típusa           | Mérkőzés           | Eredmény | Nézők száma |
| ------------------- | ------------------------- | ------------------------- | ------------------ | -------- | ----------- |
| 2001. augusztus 16. | Kadriorg Stadion, Tallinn | előselejtező (2. csoport) | Észtország–Andorra | 1 : 0    | 1 695       |

#### Európa-bajnokság
Az európai-labdarúgó torna döntőjéhez vezető úton Belgiumba és Hollandiába a XI., a 2000-es labdarúgó-Európa-bajnokságra az UEFA JB játékvezetőként foglalkoztatta.

##### Selejtező mérkőzés
| Időpont           | Helyszín                      | Mérkőzés típusa           | Mérkőzés                  | Eredmény | Nézők száma |
| ----------------- | ----------------------------- | ------------------------- | ------------------------- | -------- | ----------- |
| 1998. október 10. | Windsor Park Stadion, Belfast | előselejtező (3. csoport) | Észak-Írország–Finnország | 1 : 0    | 10 002      |

## Magyar vonatkozás
| Időpont           | Helyszín                           | Mérkőzés típusa          | Mérkőzés                   | Eredmény | Nézők száma |
| ----------------- | ---------------------------------- | ------------------------ | -------------------------- | -------- | ----------- |
| 2000. március 29. | Oláh Gábor utcai stadion, Debrecen | 740. válogatott mérkőzés | Magyarország–Lengyelország | 0 : 0    | 7 000       |